# 斯托亞尼夫卡
50°3′50″N 25°21′16″E / 50.06389°N 25.35444°E
斯托亞尼夫卡（烏克蘭語：Стоянівка），是烏克蘭西北部的村莊，隸屬里夫內州的杜布諾區。該村始建於1712年，面積0.36平方公里，海拔高度263米，2001年人口135，人口密度每平方公里375人。